# レプロット吊り橋
レプロット吊り橋（レプロットつりばし、フィンランド語: Raippaluodon silta, スウェーデン語: Replotbron, 英語: Replot bridge）は、フィンランドにある橋である。

## 概要

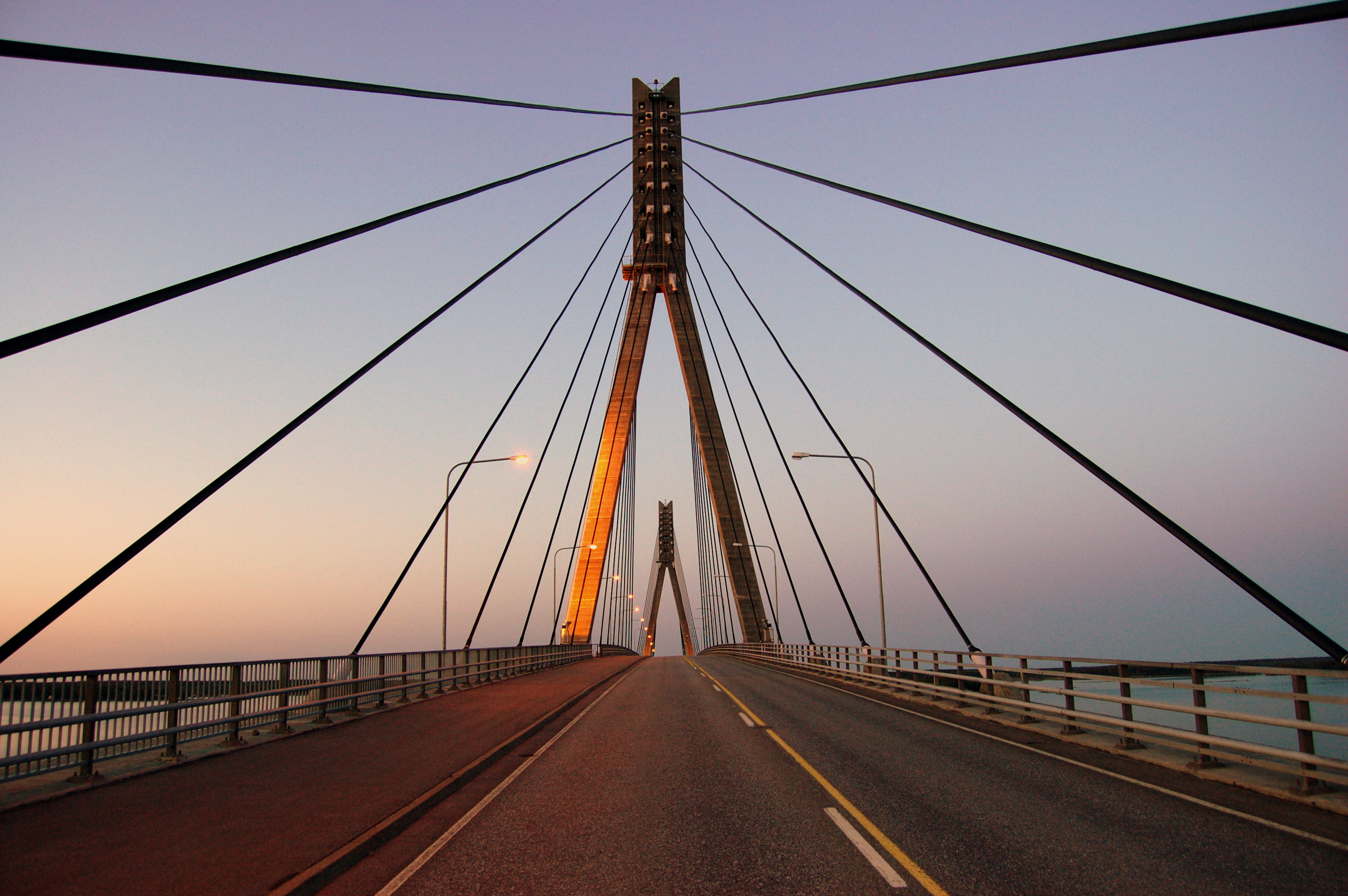
主塔

ポフヤンマー県のムスタサーリ (fi:Mustasaari) にある。ボスニア湾に架橋されている。ムスタサーリの本土とレプロット島 (fi:Raippaluoto) とを結んでいる。この橋は、地方道724号線 (fi:Seututie 724) の一部を構成している。橋が架かるまでは、両岸を結ぶ交通手段としてフェリーが利用されていた。設計は SuunnitteluKortes による。
1994年9月1日に建設工事が着工された。1997年8月27日に開通した。開通式には、政治家マルッティ・アハティサーリやオラフル・ラグナル・グリムソンが出席している。1998年7月31日に完成された。

## 構造
橋の長さは 1045.0 メートルであり、フィンランドで最も長い。橋の総面積は 12,540 平方メートルである。最大支間長は 250.0 メートルであり、桁下高は 26 メートルである。
主塔の高さは 82.5 メートルである。幅員は 12 メートルであり、そのうち 8.25 メートルは2車線の車道、3.75 メートルは自転車・歩行者用である。鋼鉄とコンクリートで造られている。

## 交通アクセス・周辺
橋の西側にあるクヴァルケン群島は、2006年に登録された世界遺産「ヘーガ・クステンとクヴァルケン群島」に含まれている。レプロットの中心地からは、南東へおよそ 5 キロメートルほど行ったところにある。Grönvik からは、西へおよそ 5 キロメートルほど行ったところにある。
ヴァーサの中心地からは、北へおよそ 19 キロメートルほど行ったところにある。Petsmo からは、西へおよそ 25 キロメートルほど行ったところにある。Svedjehamn からは、南西へおよそ 23 キロメートルほど行ったところにある。